# روزوکساسین
روزوکساسین(به انگلیسی: Rosoxacin) (همچنین با نام آکروزوکساسین، و نام تجاری Eradacil نیز شناخته می‌شود) یک آنتی‌بیوتیک کینولونی است که برای درمان عفونت‌های ادراری و برخی از بیماری‌های مقاربتی استفاده می‌شود. روزوکساسین دیگر در ایالات متحده عرضه نمی‌شود. 
این دارو توسط سانوفی-سینتلابو (که اکنون بخشی از سانوفی-آونتیس است.) ساخته شده‌است و به عنوان عضوی از کینولون‌های نسل اول طبقه بندی می‌شود.

## سنتز

سنتز روزوکساسین: